# Eushachia
Eushachia is een geslacht van vlinders van de familie tandvlinders (Notodontidae).

## Soorten
- E. acyptera Hampson, 1896
- E. aurata Moore, 1879